# 한미글로벌
한미글로벌㈜는 대한민국 서울에 본사가 있는 건설사업관리(PM: Project Management) 전문기업이다. PM(건설사업관리), 공사감리(CS), CM at Risk(책임형 CM) 등을 사업 분야로 하고 있다.
한미글로벌은 1996년 EC(Engineering & Construction) 및 CM(Construction Management: 건설사업관리) 회사인 미국 Parsons와의 전략적 제휴를 통해 국내 최초로 건설사업관리를 도입하며 설립된 한미건설기술(주)이 모태 기업이다. 2000년 10월 한미파슨스㈜로 사명 변경하였고 2011년에는 미국 종합엔지니어링 기업인 OTAK Inc 인수를 위하여 한미글로벌㈜로 사명을 변경했다.
한미글로벌은 2014년 기준으로, 62만 달러를 추가 증자한 중국법인(2003년 설립)을 비롯해 사우디, 인도, 베트남, 리비아 등에 법인과 지사를 운영하며 동유럽, 미국 및 남아메리카 등 전 세계 60여 개국에 프로젝트를 수행한 실적을 보유하고 있다.
2022년 미국 건설 주간지 ENR(Engineering News Record)지가 발표한 ‘The Top 20 Non-U.S. Firms in Total Global CM/PM Fees’에 따르면, 한미글로벌은 8위를 기록을 달성하며 세계적인 PM/CM사로 발돋움하고 있다고 밝혔다.

## 주요 연혁
- 1996년 한미건설기술(주) 설립, 건축사 업무신고
- 1997년 매출 100억 돌파, 부산 신항만(주) 발주 가덕도 신항만 프로젝트 CM 용역
- 1998년 서울 월드컵경기장 CM수주,ISO 9002 인증 획득
- 1999년 삼성그룹 도곡동 Tower Palace Ⅰ&Ⅱ CM 용역
- 2000년 한미파슨스(주)로 사명 변경
- 2001년 국내 최초 중소규모 건설사업관리 e집사업 개시
- 2002년 매출 200억원 돌파
- 2003년 MBC 기적의 도서관 6개 프로젝트 CM 용역, 중국(상해)법인 설립
- 2004년 대한민국 훌륭한 일터상 수상, 북경 건공집단유한社와 MOU 체결
- 2005년 김종훈 사장 '한국을 이끌어 나가는 100대 CEO' 선정, 디지털지식경영대상 수상
- 2006년 대한민국 훌륭한 일터상 4년 연속 수상, 日 미쓰비시지소 설계와 기술 제휴
- 2007년 대우인터내셔널과 해외사업 MOU 체결, 싱가폴 지사 설립
- 2008년 미국 ENR지 세계 16위(Non-U.S.) CM기업 선정, 자랑스런 한국인 대상 건설부문 수상
- 2009년 지속가능경영대상 최초보고서 발간부문 최우수상, OHSAS 18001 인증 취득
- 2010년 터너앤타운젠드코리아 법인 설립, 2010 포춘 일하기 좋은 한국기업 대상수상
- 2011년 한미글로벌(주)로 사명 변경, 미국 종합엔지니어링 기업 오택(OTAK) 인수, 인도 펜치실 그룹과 MOU체결
- 2012년 친환경컨설팅 기업 에코시안 인수, 필리핀 마닐라베이 리조트 수주, 서울특별시 여성상 우수상 수상
- 2013년 2013년 한국 최고의 직장(Best Employer in Korea) Top 10 선정
- 2014년 건축설계사 '아이아크' 인수
- 2016년 한국 최고의 직장 4년 연속 선정, 미국 ENR지 세계 13위(Non-U.S.) CM/PM기업 선정
- 2017년 미국 자회사 오택(OTAK), 공공건축분야 CM/PM기업 DAY CPM과 토목/구조엔지니어링기업 Loris 인수, 사우디 합작법인 Al Akaria Hanmi 설립
- 2018년 중국 중건해외발전유한공사/SH공사와 MOU 체결, 공유오피스 '이노스페이스' 개관
- 2019년 미국 ENR지 세계 9위(Non-U.S.) CM·PM 기업 선정(Global Top.10 진입), 영국 건설사업관리(PM) k2 그룹 인수
- 2020년 프리콘 브랜드 런칭, 김종훈 회장 「프리콘 : 시작부터 완벽에 다가서는 일」 도서 발간
- 2021년 미국 자회사 오택(OTAK), PM 기업 Tarr Whitman Group그룹 인수, 한미글로벌투자운용 리츠AMC 본인가 획득
- 2022년 영국 PM(건설사업관리) 기업 Walker Sime 인수, 미국 ENR지 세계 8위(Non-U.S.) CM/PM기업 선정

## 주요 사업
한미글로벌은 PM(건설사업관리), 공사감리(CS), CM at Risk(책임형 CM), 리모델링, 엔지니어링 설계, 분야별 전문용역(설계관리, 원가관리, 건물실사 등) 등을 사업 분야로 하고 있다.
'건설사업관리'라 함은 건설프로젝트에 관한 기획•타당성조사 분석•설계•조달•계약•시공관리•감리•평가•사후관리 등에 관한 관리업무를 수행하여 정해진 사업비 범위내에, 기간내에 고품질로 프로젝트가 성공할 수 있도록 기여하게 된다.
한미글로벌의 대한민국에서 주요 실적은 서울 월드컵 경기장, 롯데월드타워, 타워팰리스Ⅰ,Ⅱ,Ⅲ, 스타필드 하남, SKT을지로사옥, 국립과학관, 국립생태원, 거가대교, 신세계 센텀시티, 평창 알펜시아, 해운대 I-PARK, 남해장포사우스케이프오너스클럽, 남극 장보고기지 등의 PM을 성공적으로 수행하였으며, 해외 실적으로는 싱가포르 마리나 베이 샌즈, 오만 조선소, 사우디 ITCC, 리비아 2만세대 주택건설, 베이징 현대 모비스공장, 삼성전자 멕시코 공장 등이 있다.

## 주요 수상
2022 한미글로벌 김종훈 회장 2022 한국의 100대 CEO 16번째 선정, 서스틴베스트 선정 ‘2022 상반기 ESG 평가’ AA등급 획득, 고용노동부 주관 '대한민국 일자리 으뜸기업' 선정, 고용노동부 주관 '2022 인적자원개발 우수기관(BEST HRD)' 선정
2021 고용노동부 주관 ‘대한민국 일자리 으뜸기업’ 선정, 한국기업지배구조원 ‘2021 상장기업 ESG 평가’ A등급 획득, 서스틴베스트 선정 ‘2021 하반기 ESG 평가’ AA등급 획득
2020 한미글로벌 김종훈 회장 2020 한국의 100대 CEO 15번째 선정
2019 한미글로벌 김종훈 회장 2019 한국의 100대 CEO 14번째 선정, 고용노동부 주최 노사문화 우수기업 선정, 대한민국 독서경영 우수 인증 '최우수상' 수상
2018 한미글로벌 김종훈 회장 2018 한국의 100대 CEO 13번째 선정
2017 한미글로벌 김종훈 회장 2017 한국의 100대 CEO 12번째 선정, 한국 최고의 직장 Top 10에 5년 연속 선정
2016
한미글로벌 김종훈 회장 2016 한국의 100대 CEO 11번째 선정, 김종훈 회장 다산경영상 '창업경영인 부문' 수상, 한국 최고의 직장 Top 10에  4년 연속 선정
2015
한미글로벌 김종훈 회장 은탑산업훈장 수훈, 한미글로벌 김종훈 회장 2015 한국의 100대 CEO 10번째 선정
2014
한미글로벌 김종훈 회장 2014 한국의 100대 CEO 9번째 선정
2013
한미글로벌 김종훈 회장 2013 한국의 100대 CEO 8번째 선정, 한미글로벌 김종훈 회장 한국공학한림원 대상 수상, 한국 최고의 직장 Top 10 선정

## 사회 공헌활동
한미글로벌의 전 임직원은 매달 급여의 일정액을 적립해 불우시설과 이웃들을 돕고 있다, 또, 전문건축기술 지원을 통해 2010년 사회복지법인 ‘따뜻한동행’을 설립했다. 이 단체는 열악하고 노후된 사회복지시설에 대한 신축, 개선 보수를 지원하고 있다. 2010년 한 해 동안 23곳의 사회복지시설을 보수했으며 2022년에는 사회복지시설 환경개선사업 600호를 완공했다.
한미글로벌은 전사적인 차원에서 사회봉사활동을 체계적으로 추진하기 위해 사회공헌위원회를 사내에 두고 있으며, 이를 통해 사회복지시설들과 결연을 맺고, 매달 사회봉사의 날(매월 넷째 주 토요일)을 정해서 전 임직원이 함께 봉사활동을 실천하고 있다.